# Креаца
Креаца је аутохтона сорта белог грожђа која потиче из околине Вршца. Укус вина које се прави од овог грожђа је освежавајућ и подсећа на италијански ризлинг. Позната је још и под именом банатски ризлинг, као и вино које се од њега прави. Креаца је врло приносна сорта, касно сазрева, а бобице су мале, јајасте, док је сам грозд врло бујан.